# Augüenta
Augüenta es el nombre de una variedad cultivar de manzano (Malus domestica). Esta manzana está cultivada en la colección-repositorio de variedades de manzanos de la Estación Experimental Aula Dei (Zaragoza) con n.º de accesión "3335". Es originaria de la  provincia de Lugo Comunidad autónoma de Galicia.

## Sinónimos
- "Augüenta 3335",[4]
- "Manzana Augüenta".[6][7]

## Historia
'Augüenta' está considerada incluida en las variedades locales autóctonas muy antiguas, cuyo cultivo se centraba en comarcas muy definidas. Se caracterizaban por su buena adaptación a sus ecosistemas y podrían tener interés genético en virtud de su adaptación. Se encontraban diseminadas por todas las regiones fruteras españolas, aunque eran especialmente frecuentes en la España húmeda. Estas se podían clasificar en dos subgrupos: de mesa y de sidra (aunque algunas tenían aptitud mixta).
'Augüenta' es una variedad mixta, clasificada como de mesa, también se utiliza en la elaboración de sidra; cuyo cultivo en la actualidad se ha reducido a huertos familiares y jardines privados.

## Características
El manzano de la variedad 'Augüenta' tiene un vigor medio a alto; porte desplegado, con vegetación muy tupida, hojas pequeñas; tubo del cáliz ancho o mediano, triangular o alargado en forma de cono o de embudo con tubo largo, y con los estambres insertos bajos, pistilo fuerte. Tiene un inicio de floración medio, con una duración de la floración larga.
'Augüenta' tiene una talla de fruto pequeño a mediano según si tiene aclareo o no; forma ancha globosa cónica, generalmente más alta que ancha, con contorno irregular, y asimétrico, con un eje de simetría siempre rebajado de un lado y más alargado del opuesto; epidermis con color de fondo amarillo verdoso, importancia del sobre color bajo, color del sobre color rojo, distribución del sobre color rubor en chapa, presentando chapa rubor rojizo-rosado que ocupa 1/3 de la superficie, acusa punteado pequeño ruginoso que se extienden aleatoriamente por la superficie, y con "russeting" (pardeamiento áspero superficial que presentan algunas variedades) débil; pedúnculo de longitud largo, fino, sobresale un poco de la cavidad peduncular, anchura de la cavidad peduncular media, profundidad de la cav, peduncular poco profunda, presenta placas ruginosas color grisáceo inicio desde la base de la cavidad hasta el borde sin sobrepasarlo, y con importancia del "russeting" en la cav. peduncular fuerte; anchura de la cavidad calicina media, profundidad de la cav, calicina profunda, inicio de placas ruginosas color grisáceo se extienden desde la base de la cavidad alrededor del ojo, ligera corona calicina, y con importancia del "russeting" en la cav. calicina débil; ojo de tamaño mediano y está cerrado.
Carne color verdoso; textura de la pulpa blanda; sabor dulce, con acidez baja y contenido en azúcares medio.
Su tiempo de recogida de cosecha tardía se inicia a finales de octubre y principios de noviembre.